# Міфологія Межі
Межа (телесеріал) — американський науково-фантастичний драматичний телесеріал, який спочатку транслювався з 2008 по 2013 рік. Шоу, створене Дж. Дж. Абрамсом, Алексом Курцманом і Роберто Орчі, обертається навколо вигаданого відділу Fringe, ФБР. Оперативна група відповідає за розслідування злочинів і явищ, пов’язаних із маргінальною наукою, а також осіб і змовницьких організацій, які вчиняють ці дії. Протягом п’яти сезонів серіалу міфологія та передісторія серіалу розширювалися через широкий спектр повторюваних тем (таких як альтернативні реальності та часові шкали), місць і персонажів, щоб серіалізувати сюжетні арки та складно зв’язати ранні епізоди з пізнішими.

## Massive Dynamic
Massive Dynamic — це вигаданий багатогранний конгломерат, який працює над вдосконаленням випробувань зброї, робототехніки, медичного обладнання, аеронавтики, генетики, фармацевтики, комунікацій, енергетики, транспорту та технологій розваг. Він був заснований Вільямом Беллом у 1992 році та керується операційним директором Ніною Шарп, давньою подругою Белла, колегою та випадковим романтичним інтересом. Після смерті Белла право власності на компанію було заповідано Уолтеру Бішопу. Однак, коли графік був переписаний, Волтер Бішоп не отримав права власності. Його домашній офіс знаходиться за адресою 655 18th St., New York. Насправді зйомки зовнішнього вигляду Massive Dynamic відбувалися у Всесвітньому торговому центрі, 7. Чарлі Френсіс оцінив компанію приблизно в 50 мільярдів доларів. Головну штаб-квартиру на Манхеттені було знищено в 2036 році Уолтером Бішопом за допомогою пристрою проти матерії, щоб уникнути захоплення лоялістами, а висотний будинок сублімувався там, де він стояв. Згідно зі свідченням Белла (Over There, Part 2) Волтеру, Massive Dynamic не існує в паралельному всесвіті; однак Bishop Dynamic існував принаймні до 1985 року.